# Glena tenerata
Glena tenerata är en fjärilsart som beskrevs av Walker 1862. Glena tenerata ingår i släktet Glena och familjen mätare. Inga underarter finns listade i Catalogue of Life.